# Blonde on Blonde
1966. május 16-án jelent meg Bob Dylan hetedik albuma, a Blonde on Blonde. A műfaj első dupla albumai közé tartozik, több dala hét percnél is hosszabb. A Highway 61 Revisiteddel megalapozott stílus tovább alakult, a zene bluesosabbá, egyúttal eklektikusabbá vált, a szövegek pedig még szürreálisabbak lettek. Az akkoriban megszokottól eltérő stílusának ellenére a Blonde on Blonde mind a rock történetének, mind Dylan pályafutásának egyik legfontosabb albuma.
Az album felvételei New Yorkban és Nashville-ben zajlottak, producere Bob Johnston volt. Az amerikai listákon a 9. helyet érte el, végül dupla platinalemez lett. A brit listákon a 3. helyig jutott. Szerepel az 1001 lemez, amit hallanod kell, mielőtt meghalsz című könyvben.

## Az album dalai
| 1. | Rainy Day Women #12 & 35              | Bob Dylan | 1966. március 10. | 4:36 |
| 2. | Pledging My Time                      | Bob Dylan | 1966. március 8.  | 3:50 |
| 3. | Visions of Johanna                    | Bob Dylan | 1966. február 14. | 7:33 |
| 4. | One of Us Must Know (Sooner or Later) | Bob Dylan | 1966. január 25.  | 4:54 |

| 1. | I Want You                                          | Bob Dylan | 1966. március 10. | 3:07 |
| 2. | Stuck Inside of Mobile with the Memphis Blues Again | Bob Dylan | 1966. február 17. | 7:05 |
| 3. | Leopard-Skin Pill-Box Hat                           | Bob Dylan | 1966. március 10. | 3:58 |
| 4. | Just Like a Woman                                   | Bob Dylan | 1966. március 8.  | 4:52 |

| 1. | Most Likely You Go Your Way (And I'll Go Mine) | Bob Dylan | 1966. március 9.  | 3:30 |
| 2. | Temporary Like Achilles                        | Bob Dylan | 1966. március 9.  | 5:02 |
| 3. | Absolutely Sweet Marie                         | Bob Dylan | 1966. március 8.  | 4:57 |
| 4. | 4th Time Around                                | Bob Dylan | 1966. február 14. | 4:35 |
| 5. | Obviously 5 Believers                          | Bob Dylan | 1966. március 10. | 3:35 |

| 1. | Sad Eyed Lady of the Lowlands | Bob Dylan | 1966. február 16. | 11:23 |

## Helyezések

### Album
| Év   | Lista         | Helyezés |
| ---- | ------------- | -------- |
| 1966 | Billboard 200 | 9        |
| 1966 | UK Top 75     | 3        |

### Kislemezek
| Év   | Kislemez                   | Lista             | Helyezés |
| ---- | -------------------------- | ----------------- | -------- |
| 1966 | One of Us Must Know        | Billboard Hot 200 | 119      |
| 1966 | One of Us Must Know        | UK Top 75         | 33       |
| 1966 | Rainy Day Women #12 and 35 | Billboard Hot 100 | 2        |
| 1966 | Rainy Day Women #12 and 35 | UK Top 75         | 7        |
| 1966 | I Want You                 | Billboard Hot 200 | 20       |
| 1966 | I Want You                 | UK Top 75         | 16       |
| 1966 | Just Like a Woman          | Billboard Hot 100 | 33       |
| 1966 | Just Like a Woman          | UK Top 75         | –        |
| 1967 | Leopard-Skin Pillbox Hat   | Billboard Hot 100 | 81       |
| 1967 | Leopard-Skin Pillbox Hat   | UK Top 75         | 10       |

## Közreműködők
- Bob Dylan – ének, gitár, szájharmonika, zongora, billentyűs hangszerek
- Charlie McCoy – gitár, basszusgitár, szájharmonika, trombita
- Robbie Robertson – gitár, vokál
- Joe South – gitár
- Jerry Kennedy – gitár
- Wayne Moss – gitár, vokál
- Rick Danko – basszusgitár, hegedű, vokál
- Henry Strzelecki – basszusgitár
- Al Kooper – orgona, billentyűs hangszerek, gitár, kürt
- Garth Hudson – billentyűs hangszerek, szaxofon
- Paul Griffin – zongora
- Bill Atkins – billentyűs hangszerek
- Hargus "Pig" Robbins – zongora, billentyűs hangszerek
- Richard Manuel – dob, ütőhangszerek, billentyűs hangszerek, vokál
- Kenneth A. Buttrey – dob, ütőhangszerek
- Sanford Konikoff – dob, ütőhangszerek
- Wayne Butler – harsona

### Produkció
- Mark Wilder – újrakeverés
- Amy Herot – új kiadás producere
- Bob Johnston – producer